# Echinax anlongensis
Echinax anlongensis är en spindelart som beskrevs av Yang, Song och Zhu 2004. Echinax anlongensis ingår i släktet Echinax och familjen flinkspindlar. Inga underarter finns listade i Catalogue of Life.